# Dom Juan ou le Festin de Pierre (téléfilm, 1965)
Pour les articles homonymes, voir Don Juan (homonymie).
 (juin 2018).
Si vous disposez d'ouvrages ou d'articles de référence ou si vous connaissez des sites web de qualité traitant du thème abordé ici, merci de compléter l'article en donnant les références utiles à sa vérifiabilité et en les liant à la section « Notes et références ».
Pour plus de détails, voir Fiche technique et Distribution.
Dom Juan ou le Festin de Pierre est un téléfilm franco-belgo-canadien (1965) de Marcel Bluwal, d'après la pièce de théâtre homonyme de Molière.

## Synopsis
Dom Juan est un homme libre, au grand dam de son valet Sganarelle qui assiste, impuissant, à la course vers l'abîme de son maître niant l’existence de Dieu, parjurant, blasphémant et bravant le châtiment divin.

## Fiche technique
- Titre : Dom Juan ou le Festin de Pierre
- Réalisation : Marcel Bluwal
- Scénario : d'après Dom Juan ou le Festin de Pierre de Molière
- Image : André Bac
- Son : Maurice Teboul
- Montage : Jean-Claude Huguet
- Costumes : Anne-Marie Marchand
- Musique : Musique funèbre maçonnique, Concerto pour clarinette, Quintette avec clarinette et Requiem de Mozart
- Pays d’origine : France
- Genre : comédie dramatique
- Format : noir et blanc
- Durée : 96 minutes
- Date de première diffusion : 6 novembre 1965 (ORTF 1)

## Distribution
- Michel Piccoli : Dom Juan
- Claude Brasseur : Sganarelle
- Anouk Ferjac : Done Elvire
- Michel Le Royer : Dom Carlos
- Lucien Nat : Dom Luis
- Yves Arcanel : Dom Alonso
- Jean Obé : La Ramée
- Dominique Rozan : Gusman
- Angelo Bardi : Pierrot
- Josée Steiner : Charlotte
- Françoise Caillaud : Mathurine
- Paul Gay : Monsieur Dimanche
- Julien Verdier : un pauvre
- Katia Cavaignac : un spectre
- Philippe Chauveau : Ragotin
- Michel Muller : La Violette
- Michel Etcheverry : la voix du commandeur

## Commentaires
Les intérieurs apparaissent étonnamment sobres. Une grande partie des scènes a été tournée dans la saline royale d'Arc-et-Senans de Claude Nicolas Ledoux, les Grandes Écuries du château de Chantilly, un salon vide du Trianon-Palace à Versailles, ainsi que sur la plage d'Hardelot au nord du Touquet, initiative audacieuse à l'époque.
C’est davantage sur l’itinéraire du Dom Juan de Molière, sa quête personnelle, qu’insiste Marcel Bluwal. Il n’hésite d’ailleurs pas à glisser dans le film une référence au Don Quichotte de Cervantès. Le mythe de la séduction qu'évoque habituellement don Juan s’efface derrière le récit d’un homme affranchi de la crainte de Dieu et résolu à affronter son destin[réf. nécessaire].